# Цитадела на Саладин
Цитаделата на Саладин в Кайро (قلعة صلاح الدين Qalaʿat Salāḥ ad-Dīn) е средновековно ислямско укрепление в Кайро, Египет.
Разположена е на хълма Мукатам в близост до центъра на Кайро и някога е била известна със свежия полъх и гледката към града. Сега е защитено и опазвано историческо място с джамии и музеи.

## Средновековна история
Цитаделата е укрепена от аюбидския владетел Салах ад-Дин (Саладин) в периода между 1176 и 1183 г., за да го защитава от кръстоносците. Няколко години след като разгромява Фатимидския халифат, Саладин нарежда да се издигне стена, която да обгражда както Кайро, така и Фустат.
Тъй като е изградена върху хълма Мукатам, тя е трудна за атака, поради което се използва за седалище на египетското управление чак до 19 век. Цитаделата престава да са ползва за седалище на властта, когато египетският владетел хедив Исмаил паша се премества в новопостроения Дворец Абдин през 1860-те години.